# Арнольд Ґелен
Арнольд Ґелен (29 січня 1904, Лейпциг — 30 грудень 1976, Гамбург) — німецький філософ і соціолог, один із засновників філософської антропології як спеціальної дисципліни. Учень X. Дріша. Випробував вплив Шопенгауера, Ніцше, Н. Гартмана, феноменології. Професор у Лейпцигу (з 1934), Кенігсберзі (з 1938), Відні (з 1940), Шпеєрі (з 1947), Ахені (1962-69). Антропологічні погляди Гелена спочатку складалися в руслі консервативної критики культури, характерної для філософії життя. Найбільш повно вони сформульовані в його головній праці "Людина. Її природа і місце у світі "(Der Mensch. Seine Natur und seine Stellung in der Welt, 1940). 
Філософська антропологія, за задумом Гелена, повинна звести воєдино дані окремих наук про людину. Слідом за М. Шелером і X. Плеснером він прагне виявити специфіку становища людини в світі як особливим чином організованої живої істоти, не звертаючись, проте, до уявлення про «драбину істот», що відображає ступеневу будову органічного світу («рослина» — «тварина» — «людина»). Слідуючи Йоганну-Готфріду Гердеру, Гелен називає людину «недостатньою» істотою: на відміну від тварини, людина позбавлена повноцінних інстинктів, тобто не має стійких подразників зовні і настільки ж стійких реакцій в собі; вона не знаходиться в початкової гармонії з «навколишнім світом», тобто під взаємовідповідністю з середовищем, специфічно значущою саме для даного виду живих істот: людина відкрита всьому світу.